# Série des stades de la LNH 2019
Navigation
2018 2020
La Série des stades de la LNH 2019 ou la Série des stades Coors Light 2019 de la LNH, dont le sponsor est la brasserie américaine Coors, est un match en plein air se déroulant lors de la saison régulière de la Ligue nationale de hockey (LNH). Cette série se distingue des Classiques telles que la Classique hivernale et la Classique Héritage. La rencontre oppose les Flyers de Philadelphie aux Penguins de Pittsburgh au Lincoln Financial Field le 23 février 2019.

## Effectifs
| No | Joueur            | Position       |
| -- | ----------------- | -------------- |
| 1  | Casey DeSmith     | Gardien de but |
| 2  | Chad Ruhwedel     | Défenseur      |
| 4  | Justin Schultz    | Défenseur      |
| 7  | Matt Cullen       | Centre         |
| 8  | Brian Dumoulin    | Défenseur      |
| 10 | Garrett Wilson    | Ailier gauche  |
| 14 | Tanner Pearson    | Ailier gauche  |
| 17 | Bryan Rust        | Ailier droit   |
| 19 | Jared McCann      | Centre         |
| 27 | Nick Bjugstad     | Centre         |
| 28 | Marcus Pettersson | Défenseur      |
| 30 | Matt Murray       | Gardien de but |
| 46 | Zach Aston-Reese  | Centre         |
| 58 | Kris Letang       | Défenseur      |
| 59 | Jake Guentzel     | Centre         |
| 71 | Evgeni Malkin     | Centre         |
| 72 | Patric Hornqvist  | Ailier droit   |
| 73 | Jack Johnson      | Défenseur      |
| 81 | Phil Kessel       | Centre         |
| 87 | Sidney Crosby     | Centre         |

| No | Joueur              | Position       |
| -- | ------------------- | -------------- |
| 6  | Travis Sanheim      | Défenseur      |
| 8  | Robert Hagg         | Défenseur      |
| 9  | Ivan Provorov       | Défenseur      |
| 11 | Travis Konecny      | Centre         |
| 12 | Michael Raffl       | Ailier gauche  |
| 14 | Sean Couturier      | Centre         |
| 17 | Wayne Simmonds      | Ailier droit   |
| 19 | Nolan Patrick       | Centre         |
| 21 | Scott Laughton      | Ailier gauche  |
| 23 | Oskar Lindblom      | Ailier gauche  |
| 25 | James van Riemsdyk  | Ailier gauche  |
| 27 | Justin Bailey       | Ailier droit   |
| 28 | Claude Giroux       | Ailier droit   |
| 33 | Cam Talbot          | Gardien de but |
| 37 | Brian Elliott       | Gardien de but |
| 44 | Philip Varone       | Centre         |
| 47 | Andrew MacDonald    | Défenseur      |
| 53 | Shayne Gostisbehere | Défenseur      |
| 61 | Philippe Myers      | Défenseur      |
| 93 | Jakub Voracek       | Ailier droit   |

## Match
| 23 février | Flyers de Philadelphie | 4-3 (pr) (1-1, 0-1, 2-1, 1-0) | Penguins de Pittsburgh | Lincoln Financial Field 69 620 spectateurs |

| Feuille de match | Feuille de match | Feuille de match            | Feuille de match                                                                                                 | Feuille de match                                                   |
| ---------------- | --- | --------------------------- | --- | ------------------------------------------------------------------ |
|                  | Couturier (Lindblom, Voracek) — 12 min 6 s Van Riemsdyk (Voracek, Giroux) — 56 min 56 s (SN) Voracek (Couturier) — 59 min 40 s Giroux (Patrick, Sanheim) — 61 min 59 s | 0-1 1-1 1-2 1-3 2-3 3-3 4-3 | Crosby (Letang) — 7 min 59 s Schultz (Crosby, Hornqvist) — 30 min 1 s Malkin (Kessel, Aston-Reese) — 46 min 29 s | Arbitrage : Dan O'Halloran, Jean Hébert Trent Knorr, Mark Shewchyk |
| Brian Elliott    | Gardiens | Matt Murray                 | | Arbitrage : Dan O'Halloran, Jean Hébert Trent Knorr, Mark Shewchyk |
| 6 min            | Pénalités | 10 min                      | | Arbitrage : Dan O'Halloran, Jean Hébert Trent Knorr, Mark Shewchyk |
| 37               | Tirs | 43                          | | Arbitrage : Dan O'Halloran, Jean Hébert Trent Knorr, Mark Shewchyk |